# Лан-1 (кантон)
Лан-1 (фр. Laon-1) — кантон во Франции, находится в регионе О-де-Франс, департамент Эна. Входит в состав округа Лан.

## История
Кантон образован в результате реформы 2015 года. В него вошли упраздненные кантоны Анизи-ле-Шато и Лан-Север.
С 1 января 2019  года состав кантона изменился: коммуны Анизи-ле-Шато, Лизи и Фокукур образовали новую коммуну Анизи-ле-Гран; коммуны Сесьер и Сюзи объединились в новую коммуну Сесьер-Сюзи.

## Состав кантона с 22 марта 2015 года
В состав кантона входят коммуны (население по данным Национального института статистики за 2014 г.):
- Анизи-ле-Гран — население 2 542 чел.
- Бассоль-Оле — население 136 чел.
- Бени-э-Луази — население 342 чел.
- Бранкур-ан-Ланнуа — население 711 чел.
- Бургиньон-су-Монбавен — население 157 чел.
- Бюси-ле-Серни — население 197 чел.
- Вивез — население 688 чел.
- Виссиньикур — население 168 чел.
- Воксайон — население 539 чел.
- Восель-э-Бефкур — население 256 чел.
- Класи-э-Тьерре — население 314 чел.
- Крепи — население 1 830 чел.
- Лан (северные кварталы) — население 8 934 чел.
- Ланикур — население 191 чел.
- Мерльё-э-Фукроль — население 262 чел.
- Моленшар — население 335 чел.
- Мон-ан-Ланнуа — население 1 151 чел.
- Монбавен — население 43 чел.
- Ольнуа-су-Лан — население 1 404 чел.
- Пинон — население 1 728 чел.
- Премонтре — население 656 чел.
- Руайокур-э-Шельве — население 252 чел.
- Серни-ле-Бюси — население 115 чел.
- Сесьер-Сизи — население 765 чел.
- Шайвуа — население 170 чел.
- Шамбри — население 839 чел.
- Юрсель — население 586 чел.

## Политика
На президентских выборах 2022 г. жители кантона отдали в 1-м туре Марин Ле Пен 36,1 % голосов против 22,8 % у Эмманюэля Макрона и 17,0 % у Жана-Люка Меланшона; во 2-м туре в кантоне победила Ле Пен, получившая 56,7 % голосов. (2017 год. 1 тур: Марин Ле Пен – 32,5 %, Эмманюэль Макрон – 20,4 %, Жан-Люк Меланшон – 18,6 %, Франсуа Фийон – 14,3 %; 2 тур: Макрон – 52,5 %. 2012 год. 1 тур: Франсуа Олланд — 30,3 %, Марин Ле Пен — 23,4 %, Николя Саркози — 22,4 %; 2 тур: Олланд — 56,5 %).
С 2021 года кантон в Совете департамента Эна представляют член совета коммуны Анизи-ле-Гран Анни Тюжек (Annie Tujek) (Социалистическая партия) и мэр коммуны Восель-э-Бефкур Матьё Фрез (Mathieu Fraise) (Разные левые).
|                | Кандидаты                  | Партия                   | Первый тур | Первый тур     | Второй тур | Второй тур |
| Кол-во голосов | Кандидаты                  | Партия                   | % голосов  | Кол-во голосов | % голосов  |            |
| -------------- | -------------------------- | ------------------------ | ---------- | -------------- | ---------- | ---------- |
|                | Анни Тюжек Матьё Фрез      | Разные левые             | 2 048      | 37,37          | 3 641      | 69,30      |
|                | Николя Драгон Марилин Леду | Национальное объединение | 1 427      | 26,04          | 1 613      | 30,70      |
|                | Эрве Високи Изабель Эрбюло | Разные правые            | 1 027      | 18,74          |            |            |
|                | Натали Дюссар Ян Рюдер     | Левый блок               | 979        | 17,86          |            |            |

|                | Кандидаты                     | Партия             | Первый тур | Первый тур     | Второй тур | Второй тур |
| Кол-во голосов | Кандидаты                     | Партия             | % голосов  | Кол-во голосов | % голосов  |            |
| -------------- | ----------------------------- | ------------------ | ---------- | -------------- | ---------- | ---------- |
|                | Фаваз Кариме Анни Тюжек       | Левый блок         | 3 163      | 35,73          | 5 064      | 59,26      |
|                | Жан-Марк Дюмениль Мирей Кёниг | Национальный фронт | 3 026      | 34,18          | 3 482      | 40,74      |
|                | Сильви Лето Николя Роа        | Правый блок        | 2 056      | 23,22          |            |            |
|                | Ян Рюдер Франсуаза Сейе       | Левый фронт        | 608        | 6,87           |            |            |